# Borðoy
Borðoy (dán.: Bordø, isl.: Borðey) je jeden z Faerských ostrovů. Má 95 km² a 6 314 obyvatel. Borðoy patří mezi šest severních ostrovů Faerských ostrovů, leží uprostřed nich a je největší z nich. Největším městem je Klaksvík s 4 681 obyvateli, což činí 80% všech obyvatel severních ostrovů.

## Geografie
Leží mezi ostrovy Eysturoy, Kalsoy a Kunoy na západě a Viðoy, Svínoy a Fugloy na východě. Na ostrově je 23 vrcholů, z toho 5 hor. Nejvyšší z nich je Lokki vysoká 755 m. Další hory Háfjall (647 m), Borðoyarnes (392 m), Depilsknúkur (680 m) a Hálgafelli (503 m). Dva fjordy se nacházejí na jihu ostrova: Borðoyarvík (zde leží Klaksvík) a Árnafjørdður.
- Rozloha: 95 km²
- Počet obyvatel: 6 314 (2021)
- počet obyvatel na km²: 52/km²
- Nejvyšší hora: Norðan fyri Lokkaskarð, 772 m
- Počet hor: 23
- Komuny: Klaksvík a část Hvannasund.

Jen 0,1 % rozlohy ostrova tvoří voda.

## Osady
Ánir, Árnafjørður, Depil, Klaksvík, Múli, Norðdepil, Norðoyri, Norðtoftir, Skálatoftir, Strond

### Města a obce
- Klaksvík (4 681 obyvatel), druhé největší město na Faerských ostrovech
- Norðdepil (169 obyvatel)
- Norðoyri (72 obyvatel)
- Árnafjørður (59 obyvatel)

## Doprava
V roce 2006 byl postaven podmořský tunel Norðoyatunnilin měřící 6 300 m, který dnes spojuje Klaksvík a město Leirvík na ostrově Eysturoy. S ostrovem Kunoy a ostrovem Viðoy je spojený mostem. Jediný přístav na ostrově je v Klaksvíku.

## Mapy

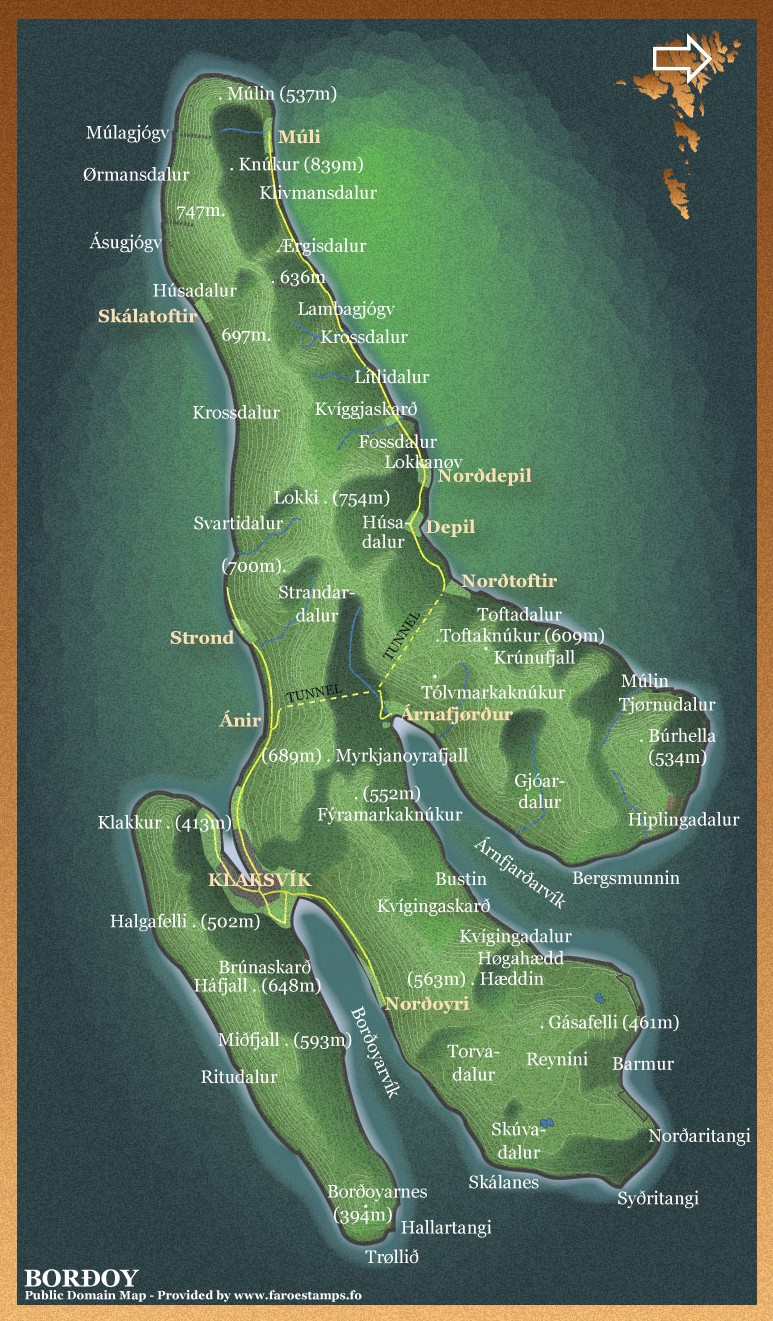
Topografiská mapa ostrova Borðoy
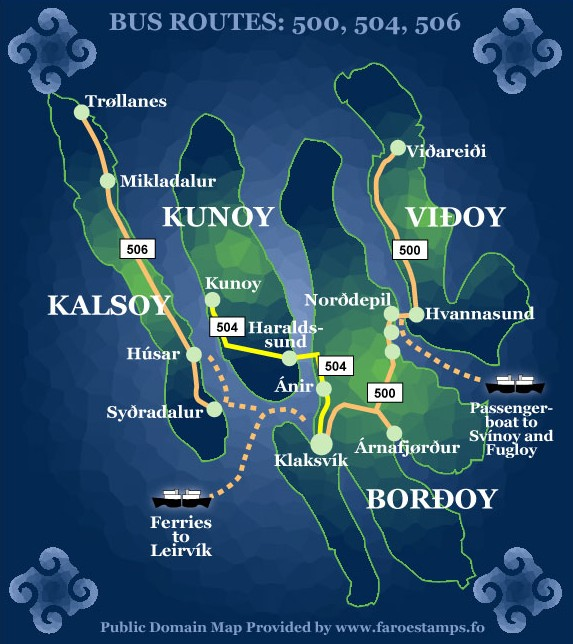
Autobusové linky na severních ostrovech

## Známky

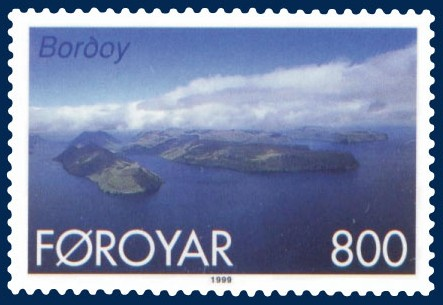
FR 353 z 1999.
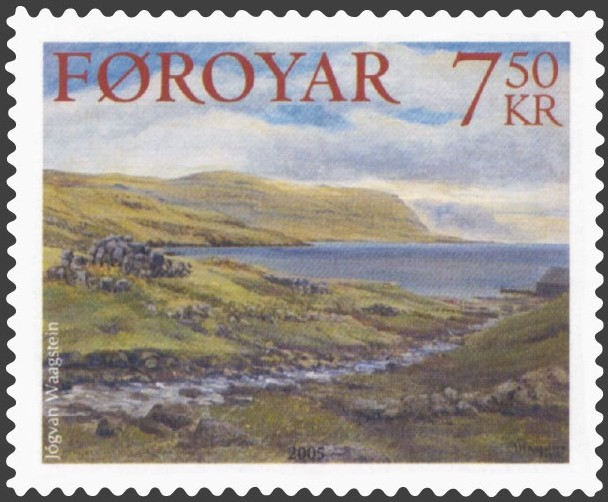
FO 528 z 2005: Bórðoyarvík, 1927 50x66 cm, od Jógvana Waagsteina.

## Fotky

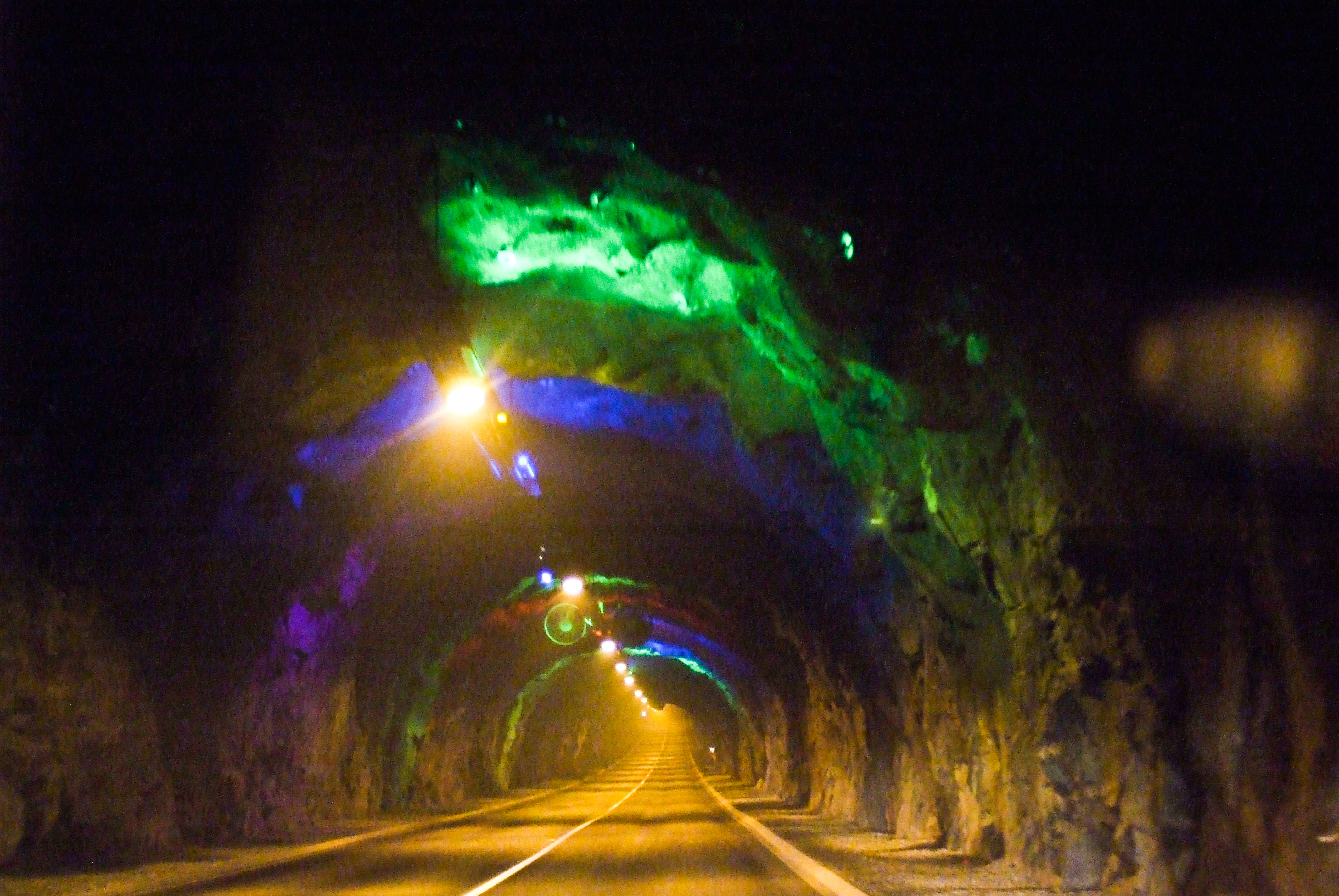
Osvětlení od Tróndura Paturssona uvnitř tunelu.
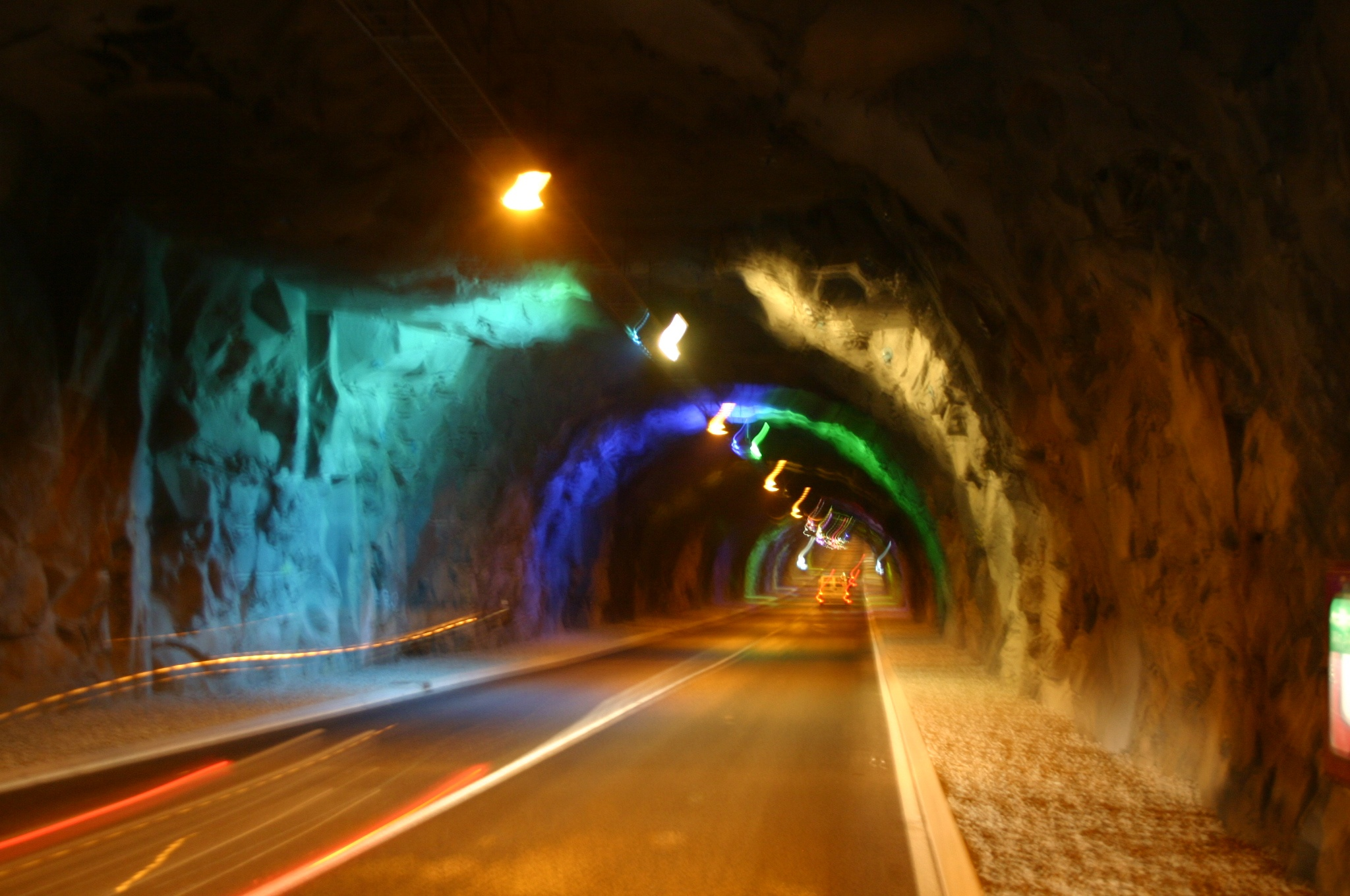
Uvnitř Norðoyatunnilinu